# Panduranga
Panduranga (tiếng Chăm cổ: Paṅrauṅ / Panrāṅ; tiếng Phạn: पाण्डुरङ्ग / Pāṇḍuraṅga; chữ Hán: 潘朧 / Phan-lung, 潘郎 / Phan-lang) là một tiểu quốc của Champa tồn tại trong giai đoạn 757 - 1832. Lãnh thổ tiểu quốc Panduranga tương ứng khu vực hiện nay là Ninh Thuận và Bình Thuận, kinh đô Panduranga của tiểu quốc này tương ứng với Phan Rang - Tháp Chàm ngày nay. Panduranga được biết đến là xứ Champa có cương vực rộng nhất và tồn tại sau cùng, khi vương quốc Chămpa bị người Việt triệt phá vào các năm 1471 và 1653.
Panduranga đồng thời cũng là tên của một vị thần trong văn hóa Ấn Độ. Điều này thể hiện sự ảnh hưởng sâu sắc của văn hóa Ấn Độ vào tín ngưỡng của Champa lúc bấy giờ.

## Lịch sử
Lịch sử Chăm Pa thời kỳ đầu qua các sử liệu và bia ký chỉ cho thấy những thông tin ở miền Bắc tại vùng Amaravati và Vijaya. Thông tin về các địa khu/tiểu quốc phía nam như Panduranga và Kauthara nhắc tới muộn hơn. Có những công trình nghiên cứu cho rằng trước khi được sáp nhập vào Lâm Ấp dưới thời vua Phạm Dương Mại II vào năm 433, Panduranga là vùng lãnh thổ chư hầu của vương quốc Phù Nam.
Sau sự sụp đổ của các vương triều phía bắc trong thời kỳ Lâm Ấp, vào năm 757 một vương triều mới ở phía Nam lên nắm quyền kiểm soát toàn Chăm Pa, với kinh đô là Virapura, trong thời kỳ tiểu quốc Panduranga. Virapura nói riêng và Panduranga nói chung thực sự là trung tâm quyền lực của vương quốc, và đến năm 859 mới kết thúc vai trò trung tâm của mình đến thế kỷ 15. Tuy nhiên với thời gian, Panduranga lại trở thành nạn nhân của sự thịnh vượng, các thế lực lân bang liên tục tràn vào cướp phá. Trong suốt 21 năm, từ 854 đến 875, quân của đế quốc Angkor đã nhiều lần tiến đánh Panduranga, chiếm nhiều vùng đất rộng lớn dọc tả ngạn sông Đồng Nai, đôi khi còn băng qua cao nguyên Langbian, đột nhập vào lãnh thổ Panduranga cướp phá. Vikrantavarman III mất năm 854 (được thờ dưới pháp danh Vikrantasvara), không người kế tự, nội bộ triều đình xảy ra tranh chấp. Năm 859, một vương tôn có nhiều chiến công, tên là Laksmindra Bhumisvara Gramasvamin, được triều thần đưa lên ngôi, hiệu Jaya Indravarman II. Quốc hiệu Campapura (đất nước của người Chăm -theo tiếng Phạn cổ) được Indravarman II chính thức sử dụng. Sử sách Trung Hoa phiên âm là Changcheng hoặc Chiêm Thành hoặc Chiêm Bà, tiếng Tây phương là Champa.
Từ năm 1471, sau khi kinh đô Vijaya thất thủ trước Đại Việt, Chăm Pa mất các lãnh thổ miền bắc từ đèo Cù Mông trở ra. Người Chăm tập trung quay về khu vực phía Nam với vương quốc mới là Panduranga, từ lúc đó địa khu Panduranga lại trở thành trung tâm hành chính của người Chăm tới năm 1832 khi nhà Nguyễn xóa hẳn quy chế tự trị.
- Tiểu quốc Panduranga thành lập năm 757 như một hệ quả của sự phân rã quốc gia Lâm Ấp. Địa phận của Panduranga có thể giới hạn trong khu vực tỉnh Ninh Thuận ngày nay. Nó độc lập cho đến năm 859 thì thống nhất với 4 tiểu quốc khác để thành hình quốc gia Chăm Pa, tuy nhiên tính tự trị vẫn được nguyên vẹn. Nước này định đô tại Virapura (Hùng Tráng thành), sau là thôn Palai Bachong, xã Hòa Trinh, huyện An Phước, tỉnh Ninh Thuận, nay là xã Phước Nam, huyện Thuận Nam, trên quốc lộ 1, cách Thành phố Hồ Chí Minh khoảng 310 km. Tiểu quốc Panduranga được xem là tiền thân của vương quốc Panduranga, thành lập năm 1471, với một số biến đổi về cương vực và dân số.
- Theo Đại Việt sử ký toàn thư, sau khi Lê Thánh Tông cho sáp nhập vùng đất phía bắc Chăm Pa thành đạo Quảng Nam. Đó là phần đất từ phía Nam sông Thu Bồn đến phía Bắc đèo Cù Mông (tức là vùng Thừa tuyên Quảng Nam thời Lê, xứ Quảng Nam thời Nguyễn Hoàng vào trấn thủ Thuận - Quảng).[5] Một vị tướng của Chăm Pa là Bố Trì Trì lui về Phan Rang tên ngôi vua và cai quản phần lãnh thổ còn lại từ đèo Cả tới Bình Thuận với danh nghĩa là chư hầu của Đại Việt. Phần đất này được chia làm ba vùng: Đại Chiêm, Nam Bàn và Hoa Anh [5]. Trong đó, Đại Chiêm lả lãnh thổ của Champa bao gồm tiểu quốc Kauthara, Panduranga và sau này còn có thêm tiểu quốc Aiaru ở phía Bắc Kauthara, tức là lãnh thổ của nước Hoa Anh trước kia.
- Năm 1579, Nguyễn Hoàng sai tướng là Lương Văn Chính tiến đánh nước Hoa Anh (Phú Yên ngày nay). Tới năm 1611, Nguyễn Hoàng trấn thủ xứ Đàng Trong tiếp tục tấn công Panduranga-Chăm Pa và sáp nhập vùng Phú Yên vào lãnh thổ Đàng Trong. Tới năm 1653, Nguyễn Phúc Tần tấn công và sáp nhập vùng Khánh Hòa vào lãnh thổ Đàng Trong.
- Năm 1594, một vị vua Chăm gửi đoàn hạm đội sang Malaysia giúp vương quốc Johor chống lại Bồ Đào Nha. Năm 1693, tướng Nguyễn Hữu Cảnh tiếp tục tấn công và sáp nhập vùng lãnh thổ còn lại là Ninh Thuận và Bình Thuận. Tuy nhiên do sự kháng cự của người Chăm đồng thời các chúa Nguyễn cũng muốn tập trung nguồn lực cho việc tấn công Campuchia nên đã rút lui và dành cho chính quyền người Chăm chế độ tự trị.
- Từ năm 1828-1832, chính quyền Chăm Pa là đồng minh của tổng trấn Gia Định Lê Văn Duyệt trong cuộc tranh chấp với Minh Mạng. Năm 1832, Minh Mạng chấm dứt sự tự trị của người Chăm sau khi cho thành lập tỉnh Bình Thuận trên vùng đất cuối cùng này.

## Triều đại

### Thời kỳ Hoàn Vương (757 - 859)
- Prithi Indravarman:757 - 774

Hoàn Vương quốc (chữ Hán: 環王國) ra đời sau một cuộc thay đổi quyền lực ở Lâm Ấp, vương quốc vốn tồn tại tại vùng này trước đó.
Năm 757, một tiểu vương ở phía nam Lâm Ấp nổi lên hạ bệ Bhadravarman II - nhà vua trẻ của Lâm Ấp vừa lên ngôi - rồi tự xưng vương, hiệu Prithi Indravarman, chấm dứt dòng Gangaraja phía bắc.
Theo bia ký đọc được, Prithi Indravarman là người đã thống nhất lãnh thổ Chăm pa một cách chính danh nhất, vì được triều thần công nhận là "người thống lãnh toàn bộ đất nước như Indra, thần của các vị thần". Tuy đất nước đã được thống nhất, lãnh thổ này vẫn chưa có tên. Khi sang Trung Hoa triều cống, không biết sứ thần của Prithi Indravarman đã giải thích như thế nào mà sử liệu cổ Trung Hoa đặt tên lãnh thổ mới của người Chăm trong thời kỳ này là Hoàn Vương quốc (tức vương quyền trở về quê cũ). Việc làm đầu tiên của Prithi Indravarman là dời kinh đô Sinhapura (thành phố sư tử tức Trà Kiệu, Quảng Nam ngày nay) về Virapura.
Dưới thời Prithi Indravarman, văn minh và văn hóa Ấn Độ từ phía nam đưa lên lấn át toàn bộ sinh hoạt của người Chăm phía bắc; tiếng Phạn được phổ biến rộng rãi trong giới vương quyền và các nơi thờ phụng; đạo Bà la môn được đông đảo người theo; đạo Phật nguyên thủy Thượng toạ bộ (Theravada) phát triển mạnh trong dân gian; đền đài, dinh thự và chùa tháp được xây dựng lên khắp nơi, nhiều nhất là tại Khu Lật (Huế), Amavarati (Mỹ Sơn), Sinhapura (Trà Kiệu)... để tạ ơn thần linh. Tuy vậy nguyên tắc tự trị của các tiểu vương quốc phía bắc vẫn được tôn trọng, vì không thấy di ảnh hay hình tượng nữ thần Bhagavati - vị thần bảo hộ Panduranga được Prithi Indravarman chọn làm "Bà Mẹ xứ sở" để dân chúng thờ phụng – trong các di tích khảo cổ trên lãnh thổ phía bắc.
Ngôi tháp bằng gỗ trước kia thờ nữ vương Jagadharma (646-653) được Prithi Indravarman cho xây dựng lại bằng vật liệu cứng tại Aia Trang (Nha Trang), trên một ngọn đồi cao cạnh cửa sông Cái (Xóm Bóng), để thờ tượng nữ thần Bhagavati (bằng vàng). Tháp này về sau được biết dưới tên Po Nagar, hay Tháp Bà.
Prithi Indravarman là một quân vương tài giỏi, đất nước thái bình và rất phồn vinh. Sự giàu có của Hoàn Vương quốc hấp dẫn các vương quốc lân bang, đặc biệt là Srivijaya (Palembang), Malayu (Malaysia), Javadvipa (Java), Nagara Phatom (Thái Lan), Sriksetra (Miến Điện) và Angkor (Chân Lạp); họ đến để trao đổi hoặc chờ dịp cướp phá.
Năm 774, quân Nam Đảo (người Java và Mã Lai) từ ngoài khơi đổ bộ vào Kauthara và Panduranga, chiếm Virapura. Vua Prithi Indravarman đã chống trả lại mãnh liệt nhưng bị chết trong đám loạn quân (sau này được dân chúng tôn thờ dưới pháp danh Rudraloka). Một bia ký đọc được ở tháp Po Nagar ghi "những người đen đủi và gầy yếu từ miền xa đến, ăn những thức ăn khủng khiếp hơn xác chết, lại có tính hung ác. Bọn người này đến cướp đi tượng linga của thần Sri Sambhu, đốt phá đền thờ [Po Nagar]". Sau cuộc tấn công này quân Nam Đảo cướp đi rất nhiều báu vật, trong đó có tượng nữ thần Bhagavati bằng vàng.
- Satyavarman:774 - 786

Ngay khi Prithi Indravarman vừa tử trận, một người cháu gọi ông bằng cậu tên là Cri Satyavarman được hoàng tộc tôn lên thay thế. Nhưng vừa lên ngôi, Satyavarman đã cùng hoàng tộc chạy lên miền bắc (Bình Định) lánh nạn. Tại đây, vua được cộng đồng người Chăm và người Thượng địa phương (Ba Na, Hrê) giúp thành lập một đạo quân hùng mạnh tiến xuống Kauthara tấn công quân Nam Đảo. Trước uy lực của Satyavarman, quân Nam Đảo lên thuyền bỏ chạy ra khơi, tân vương dẫn hoàng gia về lại Virapura. Tại đây, nhà vua xây thêm một cung điện mới trong thành Krong Laa và không ngờ đã sáng chế ra một phong tục mới mà các đời vua sau bắt chước theo, đó là tục trồng cây Kraik, biểu tượng của hoàng gia, trước cung điện. Đền Po Nagar, bị quân Nam Đảo phá hủy, được Satyavarman cho dựng lại bằng gạch, năm 784 thì hoàn thành và tồn tại cho tới ngày nay. Năm 786, Satyavarman mất (được dân chúng thờ phụng dưới pháp danh Isvaraloka), em trai út của ông được hoàng tộc đưa lên ngôi, hiệu Indravarman I(còn gọi là Nhân Đà La Bạt Ma) (786-801).
- Indravarman I: 786 - 801

Hay tin Satyavarman chết, năm 787, quân Java từ ngoài khơi lại tràn vào Virapura cướp phá, sát hại rất nhiều binh sĩ và dân chúng, phá tháp Hòa Lai thờ thần Bhadradhipatisvara tại phía Tây thành Virapura (gần Phan Rang ngày nay). Quân Nam Đảo chia ra làm hai nhóm, một nhóm bắt theo nhiều phụ nữ cùng báu vật chở về nước, một nhóm khác chiếm giữ Panduranga. Đến năm 799, Indravarman I mới đuổi được quân Nam Đảo ra khơi để kiến thiết lại xứ sở. Tại Virapura, nhà vua xây lại tháp Hòa Lai bằng ba tháp mới, gọi là Kalan Ba Tháp, thờ các thần Indrabhadresvara, Sankara và Narayana. Indravarman I dẹp yên được giặc giã nổi lên từ khắp nơi, như tại Candra (phía Bắc), Indra (Đông Bắc), Agni (Đông), Yama (Đông Nam), quan trọng nhất là loạn Yakshas (Nam). Yakshas là những bộ lạc người Thượng cư ngụ trên lãnh thổ đế quốc Angkor chứ không phải là quân Khmer.
- Harivarman I: 801 - 817

Đầu thế kỷ thứ 9, Indravarman I mất, em rể là hoàng thân Deva Rajadhiraja lên thay, hiệu Harivarman I (Kha Lê Bạt Ma). Trong hai năm đầu tân vương dồn mọi nỗ lực xây dựng lại đất nước và phục hồi thế lực quân sự. Để nhận thêm sự ủng hộ của quần chúng, nhà vua sai tể tướng Senapati Pangro trùng tu lại tháp Po Nagar vào năm 817 và xây thêm hai tháp mới cạnh tháp chính, một ở hướng Nam và một ở hướng Tây Bắc để dân chúng đến chiêm bái tượng nữ thần Bhagavati, được tạc lại bằng đá hoa cương.
Sau những cố gắng vượt bực, Hoàn Vương quốc hưng thịnh trở lại, Harivarman I quyết định tấn công những quốc gia đã cướp bóc đất nước trước đó. Tháng 1 năm 803, quân Chăm tấn công châu Hoan (Tỷ Cảnh, nay là Nghệ An) và châu Ái (Hải Âm, nay là Thanh Hóa), mang về rất nhiều phẩm vật. Với lượng lúa gạo mang về từ miền bắc, thủy quân Hoàn Vương quốc xuất dương trừng phạt vương quốc Kelantan ở Java và Patani ở Malaysia. Khi trở về, nhà vua cho người lên miền núi mộ thêm binh sĩ. Với đạo quân này, hai lần (năm 803 và 817), Harivarman I tiến vào cao nguyên Đồng Nai thượng, đánh bại quân Khmer và kiểm soát một vùng đất rộng lớn.
Để có thêm nguồn lương thực, năm 808, Harivarman I đem quân đánh chiếm châu Hoan và châu Ái lần nữa, nhưng bị thái thú Trương Châu đánh bại: 59 người trong hoàng tộc bị bắt sống, nhiều thớt voi, tàu chiến và quân trang quân dụng bị tịch thu, hơn 30.000 người bỏ xác tại trận. Qua năm sau, năm 809, Harivarman I tái chiếm châu Hoan và châu Ái một cách dễ dàng và mang về rất nhiều phẩm vật.
- Vikrantavarman III: 817 -

Con trai Harivarman I là tiểu vương đất Panduranga lên kế vị năm 817, hiệu Vikrantavarman III (Thích Lợi Tì Kiên Đà Bạt Ma). Vì tân vương còn nhỏ tuổi, triều thần phong tể tướng Senapati Par, tiểu vương đất Manidhi làm phụ chính. Viên tể tướng này đã tổ chức nhiều cuộc tấn công vào lãnh thổ Kambujas (Campuchia ngày nay), do vua Jayavarman II cai trị, phá nhiều thành trì Khmer trên cao nguyên Đồng Nai thượng. Để tạ ơn Bà Mẹ Xứ Sở, trong khuôn viên Po Nagar, Senapati Par cho xây thêm hai tháp mới về phía tây và tây nam, thời gian sau xây thêm ba tháp khác: một tại khu trung tâm thờ Sri Shambu, một phía Tây Bắc thờ Shandhaka và một phía Nam thờ Ganesha. Mặc dù vậy, trung tâm chính trị và tôn giáo vẫn được duy trì tại Virapura, thủ phủ Panduranga.
Dưới thời Vikrantavarman III, Hoàn Vương quốc là một đất nước phồn thịnh, quân đội hùng mạnh. Một bia ký, tìm được tại tháp Po Nagar, miêu tả Vikrantavarman III như sau:
"[Người] đeo những dây vàng có đính ngọc trai và ngọc bích, giống như mặt trăng tròn đầy đặn, che một chiếc lọng trắng bao phủ cả bốn phương trời bởi vì lọng còn sâu hơn cả đại dương, thân thể [Người] trang sức phủ kín bởi vương miện, đai, vòng, hoa tai, những tràng hồng ngọc... bằng vàng, từ đó phát ra ánh sáng giống như những cây leo [sáng lấp lánh]".
Thư tịch cổ Trung Hoa (Cựu Đường thư) miêu tả thêm: "[Vua] mặc áo cổ bối bạch diệp... trên đeo thêm trân châu, dây chuyền vàng làm thành chuỗi...". Đẳng cấp quý tộc và phụ nữ cung đình cũng đeo trang sức quý: "Phu nhân mặc vải cổ bối triệu hà... mình trang sức dây chuyền vàng, chuỗi ngọc trai" hay "... quân đội được trang bị nhiều loại vũ khí khác nhau...".

### Thời kỳ 859 - 1471
Các nguồn Trung Quốc thời trung cổ gọi Panduranga trong thời kỳ này là Tân Đồng Long (賓童龍) hoặc Bôn Đà Lang (奔陀浪), còn sử sách Việt thì gọi tiểu quốc này là Phan Lung (潘朧) hoặc Phan Lang (潘郎). Trong khoảng thời gian này Panduranga được cai trị bởi các vua Chăm Pa từ Simhapura (Trà Kiệu) và Vijaya (Đồ Bàn). Việc Panduranga nhiều lần bị đế chế Khmer xâm chiếm đã khiến mối quan hệ giữa 2 bên càng trở nên căng thẳng, đỉnh điểm là trận Thủy chiến Tonlé Sap vào năm 1177 và những cuộc xung đột sau đó giữa hai bên vào các năm 1192, 1195 và 1203. 

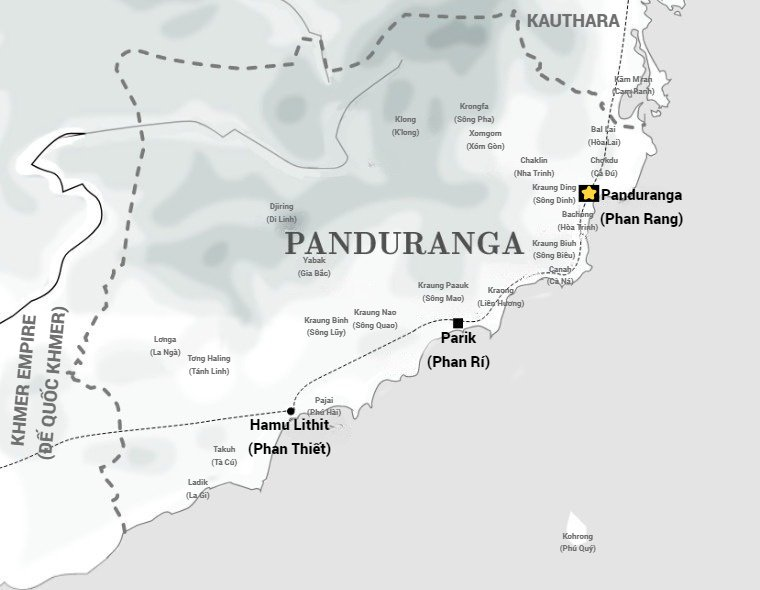
Lãnh thổ của Panduranga sau khi kết thúc thời kỳ Hoàn Vương

#### Po Klong Garai
Là vua Chăm Pa có gốc Panduranga, ông cai trị trong khoảng 50 năm, Po Klong Garai đã có công lãnh đạo dân tộc Chăm đương cự với ngoại xâm, bình ổn đất nước và phát triển nông nghiệp, được người Chăm suy tôn như vị thần thủy lợi.

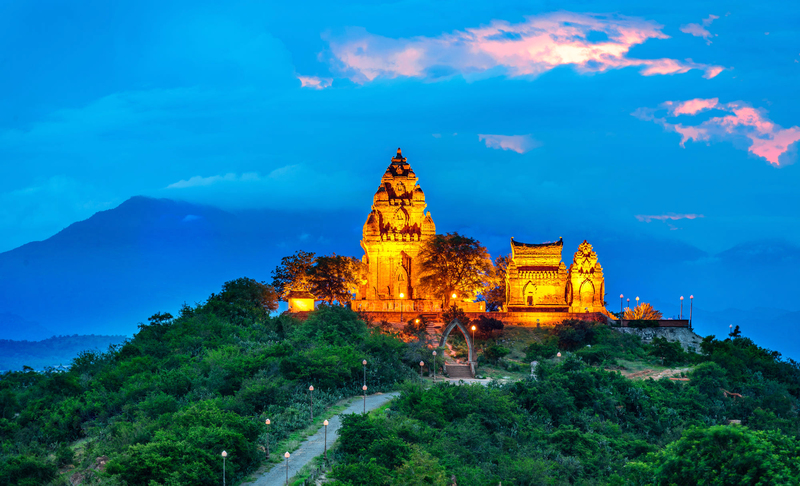
Tháp Po Klong Garai - trung tâm tôn giáo của Panduranga

### Thời kỳ 1471 - 1692
Sau khi bị Đại Việt chinh phục năm 1471, nhóm hoàng tộc Chăm từ Nam Bàn (từ Quảng Nam đến Đồ Bàn) do Bố Trì Trì là cháu của Trà Toàn chạy về Nam Chăm Pa lánh nạn và tranh chấp quyền bính với các dòng vương tôn địa phương tại nam Phan Rang (Virapura). Dân chúng địa phương được kêu gọi không thừa nhận dòng họ Bố Trì Tri (Jayavarman Mafoungnan) vì chỉ là cấp thừa hành của các tiên vương.
Dòng họ Bố Trì Tri không trị vì lâu. Năm 1478, Bố Trì Tri mất em là Koulai lên thay nhưng bị ám sát năm 1505. Con Koulai kế nghiệp và trị vì đến 1530 thì mất. Kể từ sau ngày đó con cháu dòng vương tôn Nam Bàn được hoàng triều và dân chúng tôn lên làm vua. Con Trà Toại, em của Trà Toàn vua cuối cùng của Vijaya, là hoàng thân Po Krut Drak được tôn lên làm vua kế nghiệp Chakou Poulo cai quản xứ Panduranga.
- Bố Trì Trì - Jayavarman Mafoungnan (1471-1494)
- Po Kabih (1494-1530)
- Po Krut Drak (1530-1536)
- Po Maha Sarak (1536-1541)
- Po Kunarai (1541-1553)
- Po At (1553-1579)
- Po Klong Halau (1579-1603)
- Po Nit (1603-1613)
- Po Chai Paran (1613-1618), em vua Po Nit - sau khi bị mất vùng Phú Yên, đã dời kinh đô Băl Cau ở Phan Rang về phía nam ở Phan Rí (Panrik), kinh đô mới có tên là Bal Canar. Bal Canar cũng là kinh đô cuối cùng của Chăm Pa chấm dứt vai trò vào năm 1832
- Po Ehklan (1618-1622)
- Po Po Klong Menai (Mahataha) (1622-1627), cướp ngôi từ Po Ehklan
- Po Rome (1627-1651), con rể của Po Mahataha, sau bị nhà Nguyễn bắt đem về và chết ở Phú Xuân sau trận chiến vào năm 1651
- Po Nraup (1651-1653) – Bà Tấm
- Po Thot (1653-1659), lúc này Chăm Pa mất thêm vùng Khánh Hòa, chỉ còn lại Ninh Thuận và Bình Thuận
- Po Sout (1659-1692) - Bà Tranh, bị bắt đưa về Phú Xuân sau trận chiến với nhà Nguyễn năm 1692 và chết năm 1694

### Thuận Thành trấn (1693 - 1832)
Trước sức ép nam tiến của người Việt, tới năm 1693 tướng Nguyễn Hữu Cảnh đã tấn công và sáp nhập vùng đất cuối cùng của chính quyền Chăm Pa vào lãnh thổ xứ Đàng Trong, tuy nhiên từ năm 1693-1697 người Chăm đã kháng cự mãnh liệt đồng thời chính quyền Đàng Trong cũng muốn dành nguồn lực cho việc chinh phạt Chân Lạp nên tới năm 1697 đã trả lại quyền hành cho các vua người Chăm, nhưng đổi tên trong văn bản thành Trấn Thuận Thành, hay Thuận Thành trấn. Trấn Thuận Thành là một lãnh thổ tự trị và đồng thời là chư hầu của chính quyền Đàng Trong. Kinh đô đặt ở Băl Canar, nay thuộc tỉnh Bình Thuận.
Trong chiến tranh Tây Sơn, Thuận Thành trấn là chiến trường nơi tranh chấp giữa nhà Tây Sơn và Nguyễn Ánh. Từ năm 1794, đất Panduranga được xem như một tiền đồn của chúa Nguyễn nhằm ngăn bước tiến của quân Tây Sơn vào đất Gia Định - thủ phủ của quân Nguyễn bấy giờ.
Tuy nhiên từ năm 1828-1832, chính quyền Chăm Pa ở đây nằm dưới sự bảo hộ của tổng trấn Gia Định là Lê Văn Duyệt. Sau khi Lê Văn Duyệt chết, vua Minh Mạng đã xóa bỏ chế độ tự trị của người Chăm và thành lập tỉnh Bình Thuận. Chính quyền cuối cùng của Thuận Thành trấn nói riêng, và Chăm Pa nói chung, kết thúc từ đấy. Vương quốc Chămpa không còn tồn tại nữa sau năm 1832.
- Po Saktiray daputih (1693-1728) - Kế Bà Tử - em ruột của vua Po Sout, từ năm 1697 nhà Nguyễn tấn phong làm Thuận Thành vương
- Po Jinah Depatih (1728-1731), cháu của Kế Bà Tử
- Po Rattirai Depatih (1731-1760), cháu của Kế Bà Tử
- Po Ladhun Dapaguh (1760-1799)
- Po Saong Nhung Ceng (1799-1822)
- Po Klan Thu (1822-1828)
- Po Phaok The (1828-1832)

## Vua của Panduranga qua các triều đại
| Thời kỳ                     | Phạn văn                             | Hán văn                | Thống trị   |
| Triều đại I - Bal Sri Banây | Po Uwaluah                           | ?                      | ? - ?       |
| Triều đại I - Bal Sri Banây | Po Binnasur                          | ?                      | ? - ?       |
| Triều đại I - Bal Sri Banây | Po Putik                             | ?                      | ? - ?       |
| Triều đại I - Bal Sri Banây | Po Sulika                            | Bà Gia Nễ Các Đáp      | ? - 1167    |
| Triều đại I - Bal Sri Banây | Po Klong Garai                       | Bà Khắc Lượng Gia Lai  | 1167 - 1205 |
| Triều đại II - Băl Hangâu   | Sri Agarang                          | Kế Khả                 | 1205 - 1247 |
| Triều đại II - Băl Hangâu   | Cei Anâk                             | Kế Lực                 | 1247 - 1281 |
| Triều đại III - Băl Anguai  | Po Dobatasuar                        | Bà Điệp                | 1281 - 1306 |
| Triều đại III - Băl Anguai  | Po Patarsuar                         | Bà Bức                 | 1306 - 1328 |
| Triều đại III - Băl Anguai  | Po Binnasuar                         | Bà Bính                | 1328 - 1373 |
| Triều đại IV - Băl Anguai   | Po Parican                           | Bà Phát                | 1373 - 1397 |
| Triều đại V - Băl Cau       | Po Kasit                             | Bà Khiết               | 1433 - 1460 |
| Triều đại V - Băl Cau       | Po Kabrah                            | Bà Kế                  | 1460 - 1494 |
| Triều đại V - Băl Cau       | Po Kabih                             | Bà Cấp                 | 1494 - 1530 |
| Triều đại V - Băl Cau       | Po Karutdrak                         | Bà Khứ                 | 1530 - 1536 |
| Triều đại VI - Băl Cau      | Maha Sarak                           | Trà Lộc                | 1536 - 1541 |
| Triều đại VI - Băl Cau      | Po Kunarai                           | Bà Bãi                 | 1541 - 1553 |
| Triều đại VI - Băl Cau      | Po At                                | Bà Ất                  | 1553 - 1579 |
| Triều đại VII - Băl Canar   | Po Klong Halau                       | Bà Khắc-lượng Khất-lưu | 1579 - 1603 |
| Triều đại VII - Băl Canar   | Po Nit                               | Bà Nhiếp               | 1603 - 1613 |
| Triều đại VII - Băl Canar   | Po Jai Paran                         | Bà Thái                | 1613 - 1618 |
| Triều đại VII - Băl Canar   | Po Aih Khang                         | Bà Ưng                 | 1618 - 1622 |
| Triều đại VIII - Băl Canar  | Po Klong M'hnai                      | Bà Khắc-lượng Như-lai  | 1622 - 1627 |
| Triều đại VIII - Băl Canar  | Po Rome                              | Bà Lâm                 | 1627 - 1651 |
| Triều đại VIII - Băl Canar  | Po Nraop                             | Bà Thấm                | 1651 - 1653 |
| Triều đại VIII - Băl Canar  | Po Saktiraydapaghoh                  | Bà Thích               | 1654 – 1657 |
| Triều đại VIII - Băl Canar  | Po Jatamah                           | Bà Chất                | 1657 – 1659 |
| Triều đại VIII - Băl Canar  | Po Saot                              | Bà Tranh               | 1659 - 1692 |
| Triều đại VIII - Băl Canar  | Po Saktiraydapatih                   | Bà Tử                  | 1695 - 1727 |
| Triều đại VIII - Băl Canar  | Po Ganuhpatih                        | Bà Thị                 | 1627 - 1730 |
| Triều đại VIII - Băl Canar  | Po Thuntiraidaputih                  | Nguyễn Văn Thuận       | 1730 - 1732 |
| Triều đại VIII - Băl Canar  | Po Rattiraydaputao                   | Nguyễn Văn Đạt         | 1732 - 1763 |
| Triều đại VIII - Băl Canar  | Po Tisundimahrai                     | Nguyễn Văn Thiết       | 1763 - 1765 |
| Triều đại VIII - Băl Canar  | Po Tisuntiraydapaghoh                | Nguyễn Văn Tịch        | 1768 - 1780 |
| Triều đại VIII - Băl Canar  | Po Tisuntiraydapuran                 | Nguyễn Văn Tá          | 1780 - 1781 |
| Triều đại VIII - Băl Canar  | Cei Brei                             | Nguyễn Văn Chiêu       | 1783 - 1786 |
| Triều đại VIII - Băl Canar  | Po Tisuntiraydapuran (đăng cơ lần 2) | Nguyễn Văn Tá          | 1786 - 1793 |
| Triều đại VIII - Băl Canar  | Po Chongchan                         | Nguyễn Văn Tòng        | 1786        |
| Triều đại IX - Băl Canar    | Po Ladhuanpaghuh                     | Nguyễn Văn Hào         | 1793 - 1799 |
| Triều đại IX - Băl Canar    | Po Saong Nyung Ceng                  | Nguyễn Văn Chấn        | 1799 - 1822 |
| Triều đại IX - Băl Canar    | Po Bait Lan                          | Nguyễn Văn Lân         | 1822        |
| Triều đại IX - Băl Canar    | Po Klan Thu                          | Nguyễn Văn Vĩnh        | 1822 - 1828 |
| Triều đại IX - Băl Canar    | Po Phaok The                         | Nguyễn Văn Thừa        | 1828 - 1832 |
| Triều đại IX - Băl Canar    | Po War Palei                         | Bà Hóa Ba-lai          | 1834 - 1835 |

## Đặc trưng
Panduranga cùng với Kauthara là hai địa khu của bộ tộc Cau sinh sống, một trong hai bộ tộc chính hình thành nên người Chăm sau này, tại Panduranga sớm hình thành các đô thị ven biển mà người chăm vốn lành nghề về hàng hải. Các đô thị vẫn còn tồn tại đến ngày nay tại Việt Nam với các tên gọi chuyển sang Hán Việt như: Panrang (Panduranga) thành Phan Rang, Panrik thành Phan Rí, Pajai thành Phố Hài, Hamu Lithit thành Phan Thiết. Các công trình kiến trúc về tôn giáo như các tháp Chăm được xây dựng liên tục qua các thời kỳ, từ thế kỷ 8 đến thế kỷ 17. Các tháp Po Nagar (ở thế kỷ 8), tháp Hòa Lai, tháp Phú Hài, tháp Po Dam (thế kỷ 9), tháp Po Klaung Garai (thế kỷ 13), tháp Po Rome (thế kỷ 17).
Panduranga là địa khu cuối cùng của người Chăm trước khi bị sáp nhập hoàn toàn vào Việt Nam năm 1832. Vì thế hiện nay, số lượng người Chăm tập trung và sinh sống ở đây nhiều nhất nước. Các khu vực đông người Chăm sống là các làng ở Phan Rang, Ninh Phước, Ninh Hải tỉnh Ninh Thuận các làng ở Bắc Bình, Tuy Phong tỉnh Bình Thuận. Hiện nay người Chăm ở đây đang còn khoảng 120.000 người và vẫn giữ lại được các tập tục cổ xưa.

### Tư liệu
- Lịch sử - khảo cứu Panduranga
- Hạn hán - lời cảnh báo từ vùng đất Panduranga